# Tarás Tsarikáyev
Tarás Taimurázovich Tsarikáyev (Vladikavkaz, 17 de junio de 1989) es un exfutbolista ruso que jugaba de defensa.

## Estadísticas
| Club                | Div.  | Temporada | Liga | Liga  | Copa | Copa  | Europa | Europa | Total | Total |
| Club                | Div.  | Temporada | PJ   | Goles | PJ   | Goles | PJ     | Goles  | PJ    | Goles |
| ------------------- | ----- | --------- | ---- | ----- | ---- | ----- | ------ | ------ | ----- | ----- |
| Avtodor Vladikavkaz | D3    | 2005      | 2    | 0     | 0    | 0     | —      | —      | 2     | 0     |
| Avtodor Vladikavkaz | D3    | 2006      | 21   | 1     | 0    | 0     | —      | —      | 21    | 1     |
| Avtodor Vladikavkaz | D3    | 2007      | 12   | 0     | 0    | 0     | —      | —      | 12    | 0     |
| Avtodor Vladikavkaz | Total | Total     | 35   | 1     | 0    | 0     | 0      | 0      | 35    | 1     |
| Lokomotiv Moscow    | D1    | 2007      | 0    | 0     | 0    | 0     | 0      | 0      | 0     | 0     |
| Lokomotiv Moscow    | D1    | 2008      | 0    | 0     | 0    | 0     | 0      | 0      | 0     | 0     |
| Lokomotiv Moscow    | Total | Total     | 0    | 0     | 0    | 0     | 0      | 0      | 0     | 0     |
| Alania Vladikavkaz  | D2    | 2009      | 10   | 0     | 0    | 0     | —      | —      | 10    | 0     |
| Alania Vladikavkaz  | D1    | 2010      | 7    | 0     | 2    | 0     | —      | —      | 9     | 0     |
| Alania Vladikavkaz  | D2    | 2011–12   | 44   | 0     | 1    | 0     | 3      | 0      | 48    | 0     |
| Alania Vladikavkaz  | D1    | 2012–13   | 17   | 0     | 0    | 0     | —      | —      | 17    | 0     |
| Alania Vladikavkaz  | D2    | 2013–14   | 8    | 0     | 2    | 0     | —      | —      | 10    | 0     |
| Alania Vladikavkaz  | Total | Total     | 86   | 0     | 5    | 0     | 3      | 0      | 94    | 0     |
| Aktobe              | D1    | 2014      | 23   | 0     | 3    | 0     | 6      | 0      | 32    | 0     |
| Aktobe              | Total | Total     | 23   | 15    | 3    | 5     | 6      | 0      | 32    | 20    |
| Total               | Total | Total     | 144  | 1     | 8    | 0     | 9      | 0      | 161   | 1     |